# Andrena boronensis
Andrena boronensis är en biart som beskrevs av Linsley och Macswain 1962. Andrena boronensis ingår i släktet sandbin, och familjen grävbin. Inga underarter finns listade i Catalogue of Life.